# محمد براجه
محمد براجه (انگلیسی: Mohamed Bradja؛ زادهٔ ۱۶ نوامبر ۱۹۶۹) بازیکن سابق و مربی فوتبال اهل فرانسه است.
از باشگاه‌هایی که در آن بازی کرده‌است می‌توان به باشگاه فوتبال تروا اشاره کرد.
وی همچنین در تیم ملی فوتبال الجزایر بازی کرده‌است.